# Gutengermendorf
Gutengermendorf ist ein Ortsteil der Gemeinde Löwenberger Land im Norden des Landes Brandenburg.

## Geographie

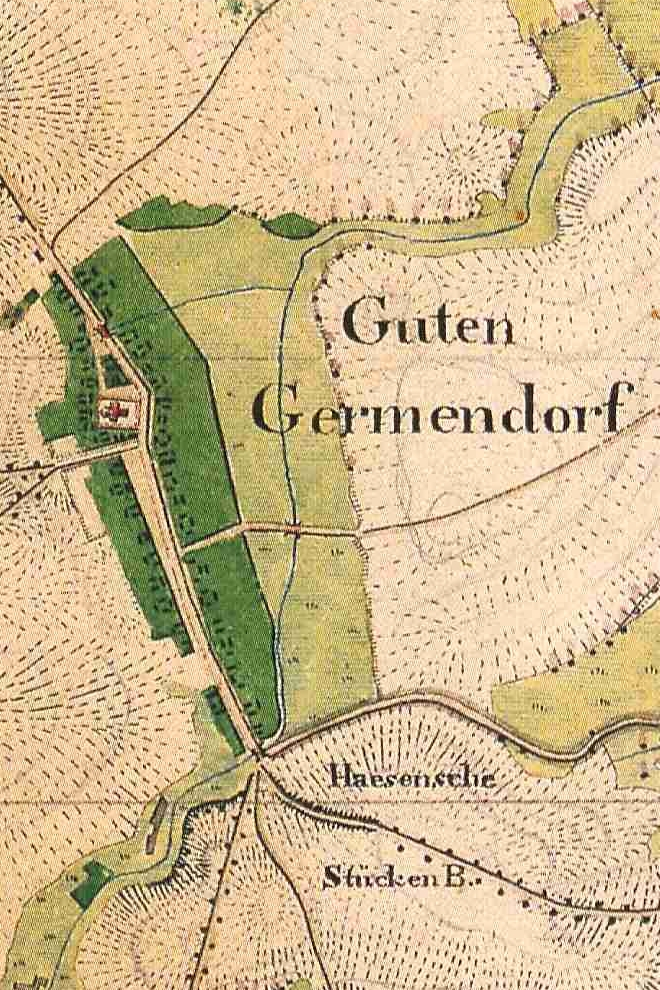
Gutengermendorf auf einem Messtischblatt der Preußischen Uraufnahme von 1825

Gutengermendorf liegt im Süden des Naturraums der Granseer Platte. Die Ortslage liegt östlich der Bundesstraße 96. Zum Ortsteil gehört der Wohnplatz Birkhalde westlich der B 96. Gutengermendorf grenzt im Norden an die Ortslage Buberow der Stadt Gransee, im Osten an die Ortsteile Häsen und Klevesche Häuser, im Süden an den Ortsteil Neuhäsen sowie im Westen an den Ortsteil Großmutz der Gemeinde Löwenberger Land.

## Geschichte
Gutengermendorf wurde 1420 als by ghermendorpe erstmals urkundlich erwähnt. Im selben Jahr wurde das Dorf beraubt. Es gehörte ursprünglich zur Herrschaft Ruppin und fiel mit dieser 1524 an die Mark Brandenburg. Der Ort war namensgebend für eine Granseer Bürgerfamilie. 1458 bezog ein "Henricus Gerbendorpp de Gransoy" die Universität Leipzig. Im Jahr 1461 findet sich "Hermannus Gherwendorp de Gransoe" an der Erfurter Hochschule.  Seit spätestens 1459 war Gutengermendorf ein Pfarrdorf. Vor 1525 kam es in den Besitz des Zisterzienserinnenklosters Zehdenick. 1540 gab es einen Krug im Dorf. Nach der Säkularisation des Klosters Zehdenick 1541 gehörte Gutengermendorf bis 1664 zum landesherrlichen Amt Zehdenick. 1549 gab es in Gutengermendorf ein Lehnschulzengut. Im Jahr 1652 lag etwa die Hälfte der Höfe des Dorfes wüst. Von 1664 bis zur Aufhebung der Grundherrschaft 1872 war Gutengermendorf im Besitz der Herrschaft Liebenberg. 1842 hatte Gutengermendorf die Struktur eines Angerdorfes. 1860 gab es an der heutigen B 96 ein Chausseehaus und am Dorf eine Windmühle.
Mit dem Bau und der Eröffnung der Berliner Nordbahn im Jahre 1877 erhielt auch Gutengermendorf, wie fast alle Dörfer an der Bahnstrecke, einen Bahnhof für Personen- und Güterverkehr und ein Abzweiggleis zu einem Lagergebäude mit Laderampe. 1995 wurde der Bahnhof geschlossen und bis zum Jahr 2000 die Gebäude zurückgebaut.
Im Jahr 1900 bildete Gutengermendorf eine Landgemeinde mit 1156 ha Fläche im Kreis Ruppin der Provinz Brandenburg. 1946 wurden im Rahmen der Bodenreform in der Sowjetischen Besatzungszone 90 ha Bodenfläche aufgeteilt. Seit der Verwaltungsreform von 1952 gehörte Gutengermendorf zum Kreis Gransee des Bezirks Potsdam. Eine Landwirtschaftliche Produktionsgenossenschaft wurde 1953 gegründet.
Von 1992 bis 1997 wurde die Gemeinde Gutengermendorf durch das Amt Löwenberg verwaltet und wurde 1993 Teil des neuen Landkreises Oberhavel. Der Haltepunkt an der Bahnstrecke wurde 1995 geschlossen. Am 31. Dezember 1997 wurde das Amt Löwenberg aufgelöst, und Gutengermendorf schloss sich mit neun weiteren Gemeinden zur neuen Gemeinde Löwenberger Land zusammen. Gutengermendorf bildet seitdem einen Ortsteil.

## Einwohnerentwicklung
Die folgende Tabelle zeigt die Einwohnerentwicklung von Gutengermendorf zwischen 1875 und 1996 im Gebietsstand des jeweiligen Stichtages:
| Stichtag      | Einwohner | Bemerkungen                         |
| ------------- | --------- | ----------------------------------- |
| 1. Dez. 1875  | 454       | Volkszählung                        |
| 1. Dez. 1890  | 480       | Volkszählung                        |
| 1. Dez. 1910  | 463       | Volkszählung                        |
| 16. Juni 1925 | 485       | Volkszählung                        |
| 16. Juni 1933 | 434       | Volkszählung                        |
| 17. Mai 1939  | 415       | Volkszählung                        |
| 29. Okt. 1946 | 598       | Volkszählung                        |
| 31. Aug. 1950 | 588       | Volkszählung                        |
| 31. Dez. 1964 | 437       | Volkszählung                        |
| 1. Jan. 1971  | 490       | Volkszählung                        |
| 31. Dez. 1981 | 361       | Volkszählung                        |
| 3. Okt. 1990  | 360       | Tag der Deutschen Einheit           |
| 31. Dez. 1996 | 323       | letzter Stichtag vor Gemeindefusion |

## Kultur und Sehenswürdigkeiten
Die Kirche Gutengermendorf wurde im 13. Jahrhundert aus bearbeiteten Feldsteinen in üblicher Ost-West-Ausrichtung erbaut. Sie besteht aus einem Langhaus mit eingezogenem Chor und einem breiten Turmhaus in voller Breite des Langhauses. An der Westseite findet sich ein dreifach abgestuftes Spitzbogenportal. Die Friedhofsmauer besitzt ein markantes Renaissanceportal. Zum Inventar der Kirche gehören ein Schrein aus der Frührenaissance, Kirchengestühl von 1693 und eine Kanzel von 1697.
Wenige Meter links vom gemauerten Hofportal steht innerhalb der Kirchhofmauer die, als Naturdenkmal ausgewiesene, 300 – 400 Jahre alte, ehemalige Gerichtslinde des Orts.
In der Kirche befand sich eine kleine Glocke von 1483. Sie wurde mit einer zweiten der drei Glocken 1917 zur Verwendung als Rüstungsmaterial abgehängt. 1921 wurde die letzte, große Bronzeglocke an die Gemeinde Elsterwerda verkauft und 1921 drei neue Stahlglocken geweiht. 1847 bekam die Kirche eine Turmuhr. Die Kirche ist am Ende des Zweiten Weltkrieges im April 1945 bei einem Bombenangriff stark zerstört worden. Der spitze Reiter auf dem Turmdach und die Turmuhr sind beim Wiederaufbau nicht wieder errichtet worden.
Seit den 1980er Jahren findet in Gutengermendorf regelmäßig ein Pferde- und Hobbymarkt statt, der überregionale Bekanntheit erlangt hat. Der vom Ortsverein Gutengermendorf e. V. organisierte Markt lockt alljährlich im Oktober tausende Besucher an.

## Persönlichkeiten
- Gerhard Banse (* 1946),  Wissenschaftsphilosoph und Professor, 1969–1971 Lehrer an der Polytechnischen Oberschule Gutengermendorf